# George E. Fox
Pour les articles homonymes, voir Fox.
George Edward Fox (né le 17 décembre 1945) est un bactériologiste américain.
Il est à l'origine avec Carl Woese de la découverte en 1977 d'un troisième domaine du vivant.

## Liste partielle des publications
- George E. Fox, Kenneth R. Pechman & Carl R. Woese, "Comparative Cataloging of 16s Ribosomal Ribonucleic Acid : Molecular Approach to Procaryotic Systematics", International Journal of Systematic Bacteriology, Vol.27, No.1, January 1977, p. 44-57. DOI 10.1099/00207713-27-1-44
- Carl R. Woese & George E. Fox, "The Concept of Cellular Evolution", Journal of Molecular Evolution, Vol.10, No.1, March 1977, p. 1-6. DOI 10.1007/BF01796132
- George E. Fox, Linda J. Magrum, William E. Balch, Ralph S. Wolfe & Carl R. Woese, "Classification of methanogenic bacteria by 16S ribosomal RNA characterization", Proc. Natl. Acad. Sci. USA, Vol.74, No.10, October 1, 1977, p. 4537-4541. DOI 10.1073/pnas.74.10.4537
- Carl R. Woese & George E. Fox, "Phylogenetic structure of the prokaryotic domain : The primary kingdoms", Proc. Natl. Acad. Sci. USA, Vol.74, No.11, November 1, 1977, p. 5088-5090. DOI 10.1073/pnas.74.11.5088
- William E. Balch, Linda J. Magrum, George E. Fox, Ralph S. Wolfe & Carl R. Woese, "An ancient divergence among the Bacteria", Journal of Molecular Evolution, Vol.9, No.4, December 1977, p. 305–311. DOI 10.1007/BF01796092
- Jan Sapp & George E. Fox, "The Singular Quest for a Universal Tree of Life", Microbiology and Molecular Biology Review, Vol.77, No.4, December 1, 2013, p. 541-550. DOI 10.1128/MMBR.00038-13